# Форт №8 - Король Фрідріх І
Форт № 8 — Король Фрідріх I — один із фортів, які складають систему фортифікаційних споруд Кенігсберга (нинішнього Калінінграда). Був названий на честь прусського короля Фрідріха I. Знаходиться біля перетину вулиць Велика Окружна і Калінінградського шосе. Форт був побудований в 1894 році.

## Спорудження
Форт має форму витягнутого шестикутника розміром 205 м на 135 м, який оточений по периметру сухим ровом. Приміщення і внутрішні дворики розташовані симетрично щодо центральної потерни. Горжевий дот був цегляним.
У роки Німецько-радянської війни, за задумом німецького командування, форт слугував прикриттям залізниці та шосейної дороги на Ельблонг.

## Штурм форту
У перший день штурму Кенігсберга 6 квітня 1945 року форт був блокований 243-м гвардійським стрілецьким полком 84-ї гвардійської стрілецької дивізії 11-ї гвардійської армії (СРСР). Після того, як комендант форту залишив без реакції пропозицію радянського командування про капітуляцію форту, розпочалася підготовка до штурму.
Була сформована штурмова група під командуванням старшого лейтенанта П. А. Бисова. Штурм почався 7 квітня з артилерійського обстрілу і атаки вогнеметників. Бій за форт був нетривалим, і вже об 11 годині 7 квітня форт капітулював. У полон здалися 150 німецьких солдатів і офіцерів, також в результаті штурму радянськими військами були захоплені такі трофеї: 10 ручних кулеметів, 120 гвинтівок, чотири 81,4-мм міномети, склад із місячним запасом продовольства, пального та боєприпасів.

## Сучасний стан
Постановою Уряду Калінінградської області від 23 березня 2007 року № 132 форт № 8 — Король Фрідріх I отримав статус об'єкта культурної спадщини регіонального значення.